# Liste der Gemeinden in Manitoba

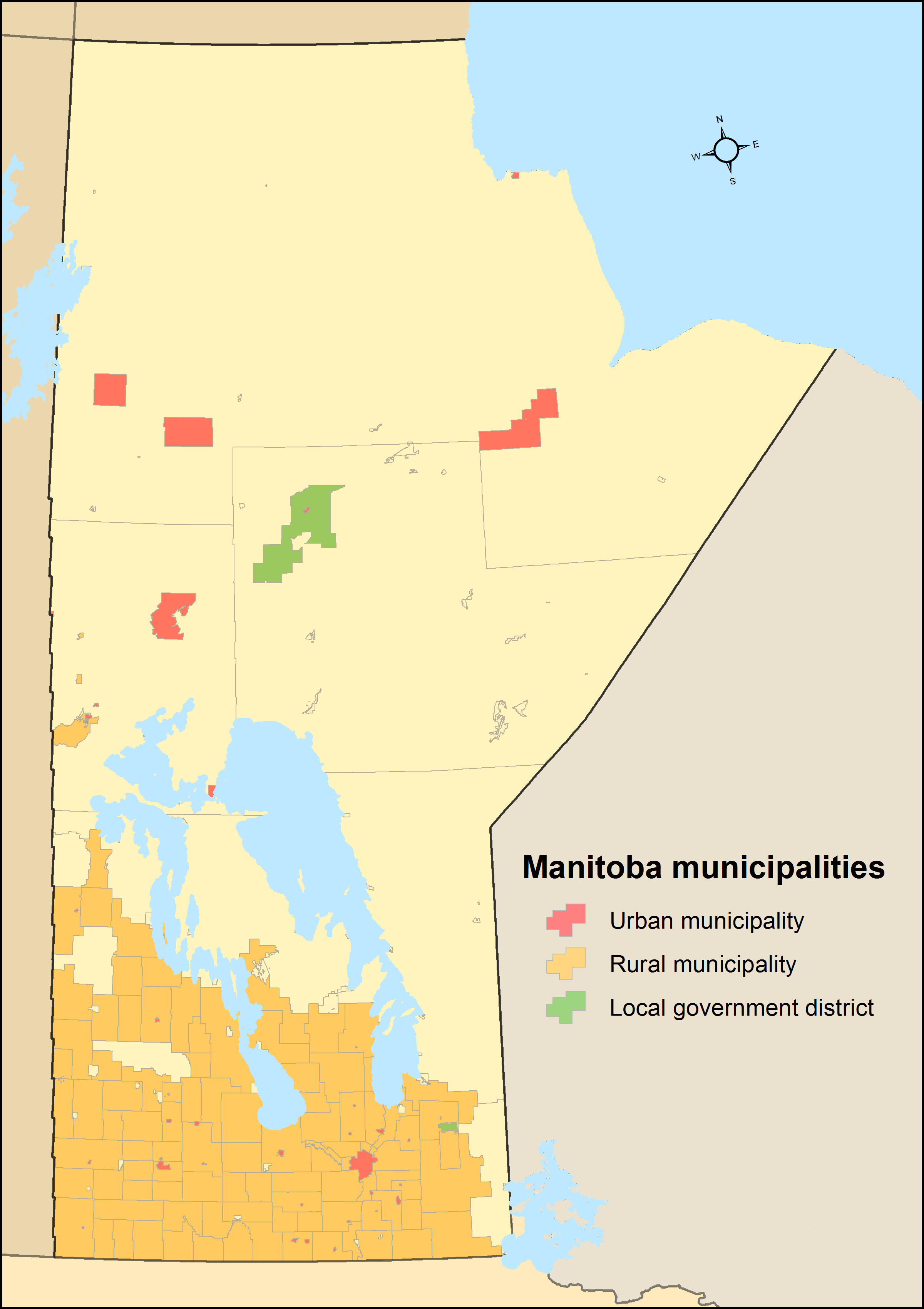
Karte der Gemeinden in Manitoba

Dies ist eine Liste der Gemeinden in der kanadischen Provinz Manitoba. Aktuell gibt es 137 Gemeinden in der Provinz.

## Verwaltungsgliederung
Rechtliche Grundlage für die Verwaltungsgliederung in Manitoba ist der Municipal Act von 1997.
Die Provinz ist grundsätzlich unterteilt in:
- urban municipalities („städtische Gemeinden“),
- rural municipalities („ländliche Gemeinden“),
- local government districts sowie
- unorganized areas.

Bei den urban municipalities handelt es sich um Gemeinden mit eher städtischer Struktur. Zu den 37 städtischen Gemeinden gehören aktuell:
- Städte (aktuell gibt es 10 „cities“),
- Kleinstädte (aktuell gibt es 25 „towns“) und
- Dörfer (aktuell gibt es 2 „villages“) und

Bei den rural municipalities, von denen es 98 gibt, handelt es sich um die Gemeinden mit ländlicher Struktur.
Von den local government districts gibt es, mit Mystery Lake und Pinawa, aktuell nur zwei.

## Städtische Gemeinden
Die folgende Tabellen enthalten alle städtischen Gemeinde der Provinz und ihre Einwohnerzahlen der Volkszählungen 2001, 2006, 2011 und 2016 von Statistics Canada, der nationalen Statistikagentur Kanadas. 
Als Großstadt werden nachfolgend alle Orte begriffen, die den Gemeindestatus city („Stadt“) oder town („Kleinstadt“) haben und 2016 mindestens 2.000 Einwohner hatten.
| Stadt                       | Typ  | Einwohner 2001 | Einwohner 2006 | Einwohner 2011 | Einwohner 2016 |
| --------------------------- | ---- | -------------- | -------------- | -------------- | -------------- |
| Altona                      | Town | 1.641          | 1.446          | 4.088          | 4.212          |
| Beausejour                  | Town | 2.772          | 2.823          | 3.126          | 3.219          |
| Brandon                     | City | 39.716         | 41.511         | 46.061         | 48.859         |
| Carman                      | Town | 2.831          | 2.880          | 3.027          | 3.164          |
| Dauphin                     | City | 8.085          | 7.906          | 8.251          | 8.457          |
| Flin Flon (Teilgebiet Man.) | City | 6.000          | 5.594          | 5.405          | 4.982          |
| Minnedosa                   | Town | 2.426          | 2.474          | 2.587          | 2.449          |
| Morden                      | City | 6.159          | 6.571          | 7.812          | 8.668          |
| Neepawa                     | Town | 3.325          | 3.298          | 3.629          | 4.609          |
| Niverville                  | Town | 1.921          | 2.464          | 3.540          | 4.610          |
| Portage la Prairie          | City | 12.976         | 12.728         | 12.996         | 13.304         |
| Selkirk                     | City | 9.752          | 9.515          | 9.834          | 10.278         |
| Ste. Anne                   | Town | 1.513          | 1.534          | 1.626          | 2.114          |
| Steinbach                   | City | 9.227          | 11.066         | 13.524         | 15.829         |
| Stonewall                   | Town | 4.012          | 4.376          | 4.536          | 4.809          |
| Swan River                  | Town | 4.032          | 3.859          | 3.907          | 4.014          |
| The Pas                     | Town | 5.800          | 5.589          | 5.513          | 5.369          |
| Thompson                    | City | 13.256         | 13.446         | 13.123         | 13.678         |
| Virden                      | Town | 3.109          | 3.010          | 3.114          | 3.322          |
| Winkler                     | City | 7.943          | 9.106          | 10.670         | 12.591         |
| Winnipeg                    | City | 619.544        | 633.451        | 663.617        | 705.244        |

In der folgenden Liste sind alle anderen städtischen Gemeinden mit weniger als 2000 Einwohnern (2016) aufgeführt.
| Stadt                | Typ     | Einwohner 2001 | Einwohner 2006 | Einwohner 2011 | Einwohner 2016 |
| -------------------- | ------- | -------------- | -------------- | -------------- | -------------- |
| Arborg               | Town    | 959            | 1.021          | 1.152          | 1.232          |
| Carberry             | Town    | 1.513          | 1.502          | 1.669          | 1.738          |
| Churchill            | Town    | 963            | 923            | 813            | 899            |
| Dunnottar            | Village |                |                |                | 763            |
| Gillam               | Town    | 1.178          | 1.209          | 1.332          | 1.265          |
| Grand Rapids         | Town    | 355            | 336            | 279            | 288            |
| Lac du Bonnet        | Town    | 1.089          | 1.009          | 1.069          | 1.089          |
| Leaf Rapids          | Town    | 1.309          | 539            | 498            | 582            |
| Lynn Lake            | Town    | 699            | 714            | 674            | 494            |
| Melita               | Town    | 1.111          | 1.051          | 1.069          | 1.042          |
| Morris               | Town    | 1.673          | 1.643          | 1.797          | 1.885          |
| Powerview-Pine Falls | Town    | 1.400          | 1.294          | 1.314          | 1.316          |
| Snow Lake            | Town    | 1.207          | 837            | 723            | 899            |
| St-Pierre-Jolys      | Village |                |                |                | 1.170          |
| Teulon               | Town    | 1.058          | 1.124          | 1.124          | 1.201          |
| Winnipeg Beach       | Town    | 801            | 1.017          | 1.011          | 1.145          |